# Tela metàl·lica
La tela metàl·lica o malla metàl·lica és una malla més o menys gran, generalment de filferro protegit contra la corrosió o també d'acer inoxidable, quan l'aplicació ho requereix. La protecció contra la corrosió es fa normalment mitjançant una capa de zinc o d'un recobriment plastificant. La "tela metàl·lica" està disponible en diversos calibres de filferro, mides de malla i tipus de trenat a màquina. La "tela metàl·lica" de malla ample i de material gruixut s'utilitza sovint com a tanca per a delimitar el perímetre de terrenys i parcel·les. La "tela metàl·lica" de filferro i malla fina, a Àustria es coneix com a "tela metàl·lica de conill" o "tela metàl·lica conillera", perquè s'utilitza per a impedir que els animals petits, com llebres i conills del camp, entrin a les propietats privades.
La tela metàl·lica té diverses aplicacions com per exemple: La construcció de tanques i galliners, conilleres, estables, etc., colador domèstic, colador de te, infusor de te, filtres de laboratori químic, filtres antiflama: Làmpada Davy, protecció cremador Bunsen (laboratori químic) o inclús per al trasplantament d'arbres. Quan s'empra per trasplantar arbres, és millor fer ús de tela metàl·lica sense protecció contra la corrosió, perquè així no té per què ser retirada per raó de la descomposició causada per la corrosió amb la mateixa terra en ser plantat l'arbre.

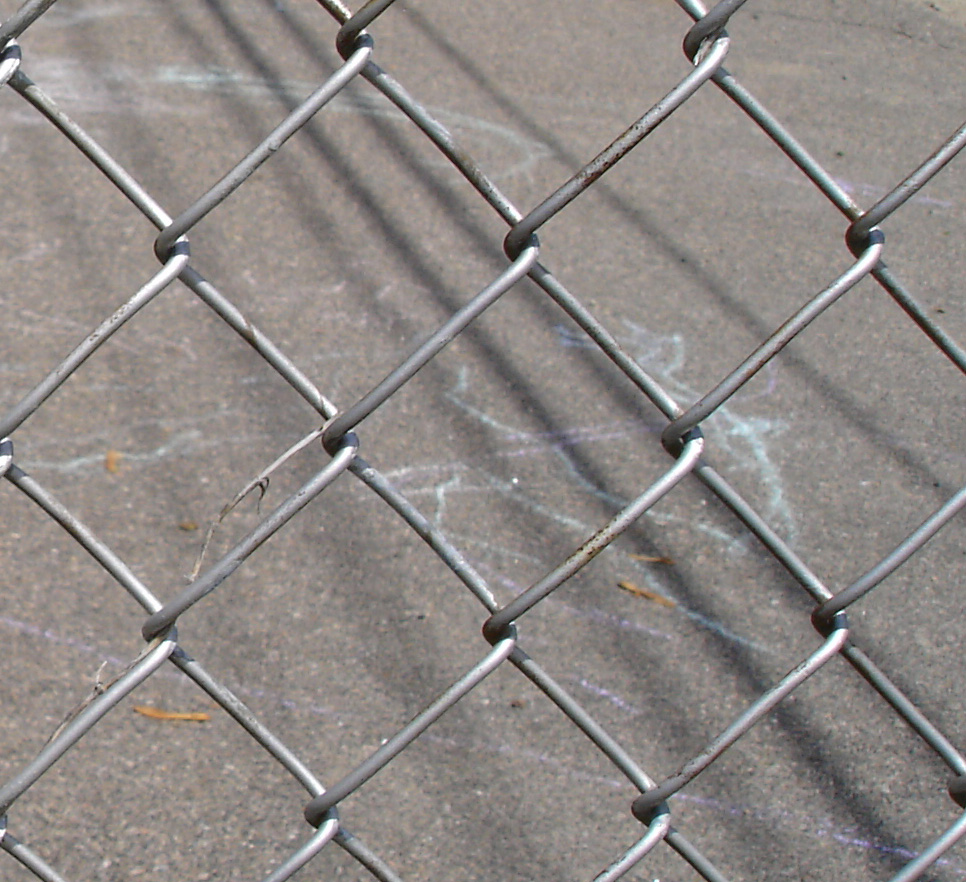
Tela metàl·lica
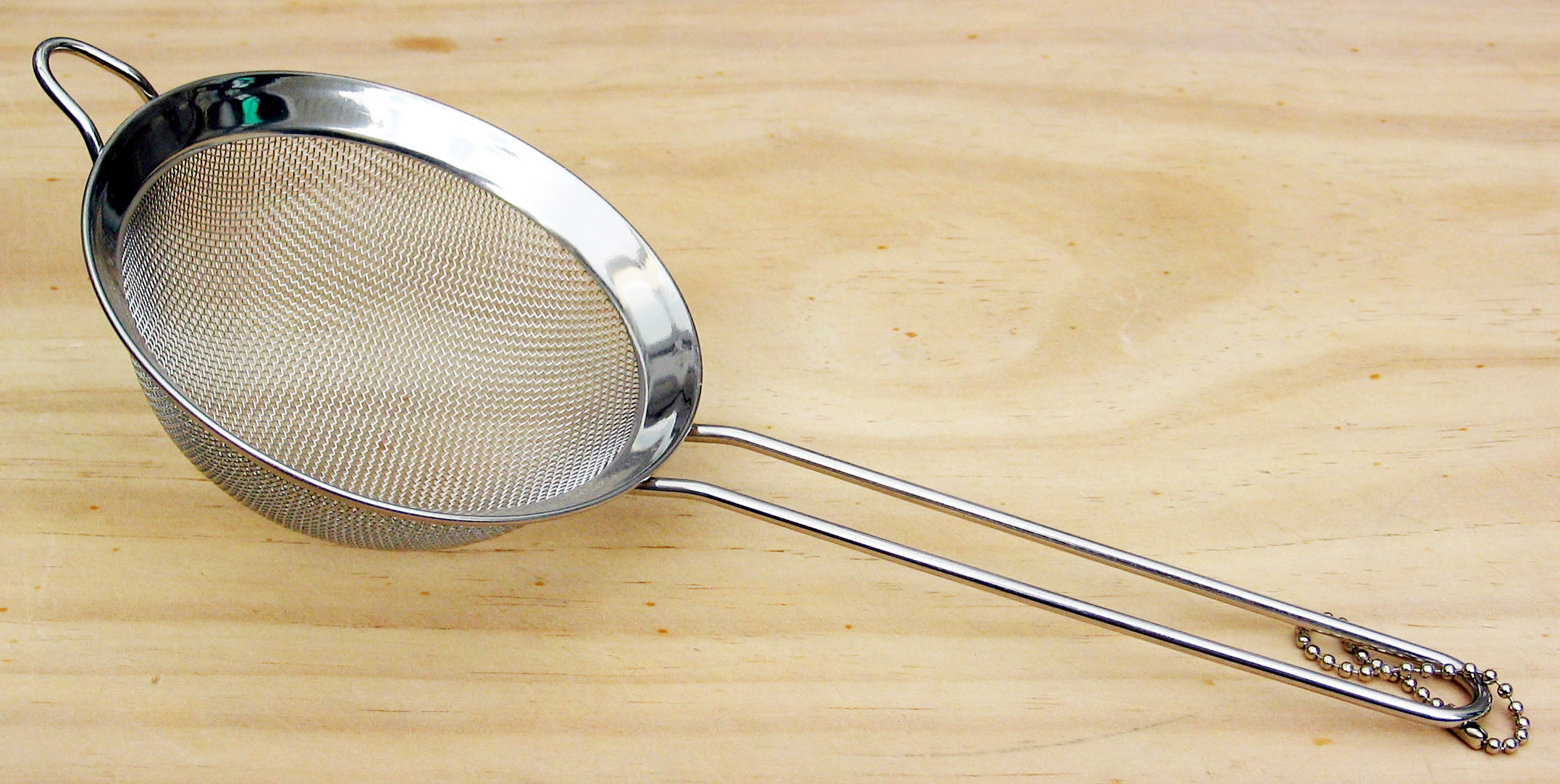
Colador de malla metàl·lica
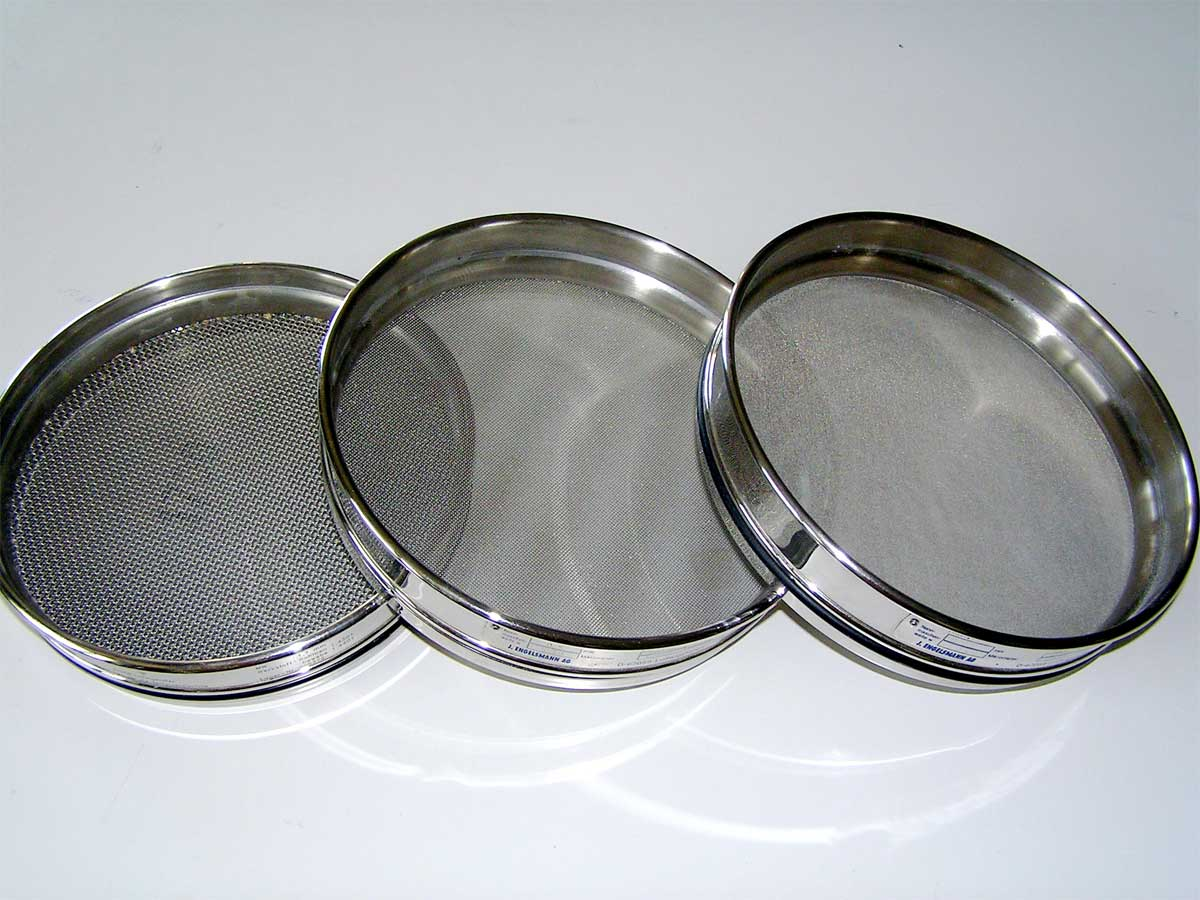
Filtres de malla metàl·lica
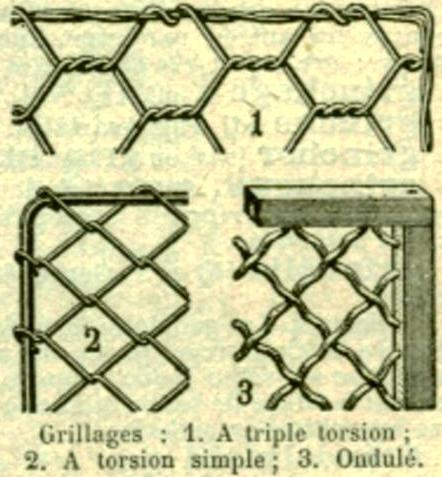
Els diferents tipus de teixit: 1 triple doblec, 2 doblec simple, 3 corrugat (Claude Augé:Larousse universel, 1922)
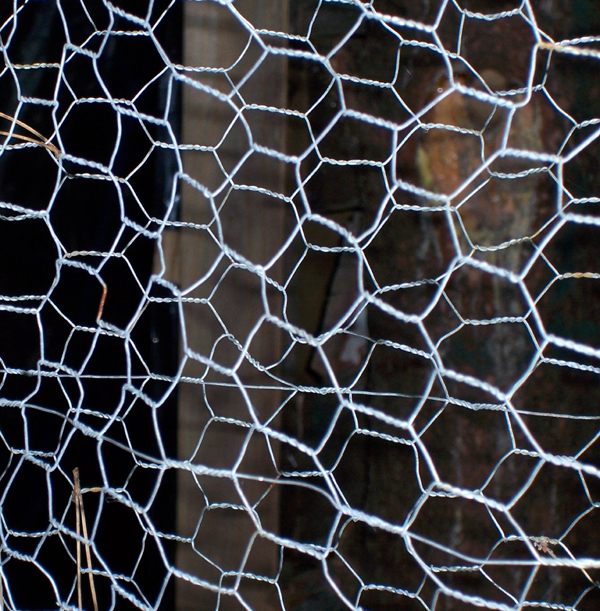
Gàbies de "tela metàl·lica hexagonal per a aus de corral
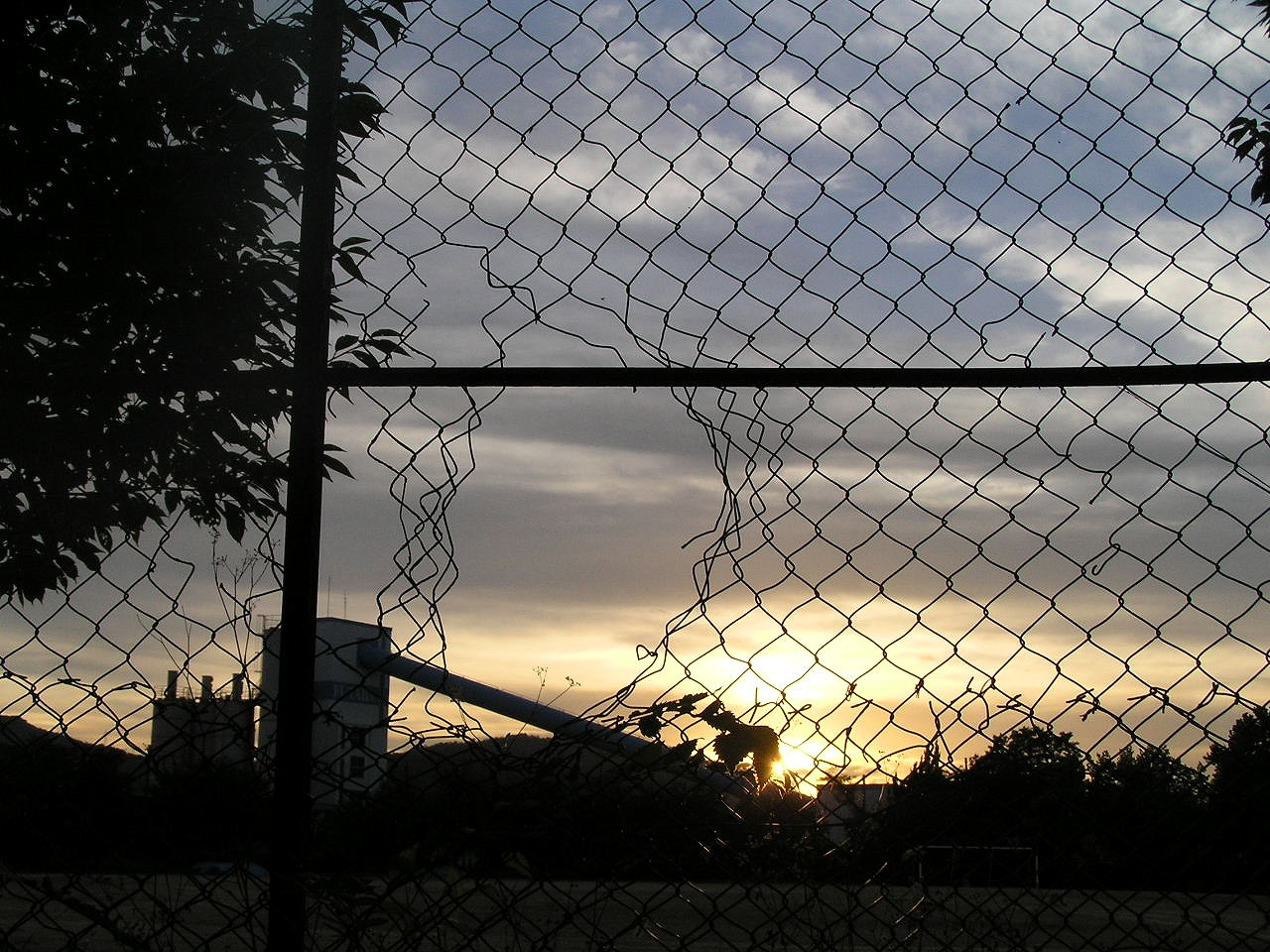
[Tanques de tela metàl·lica danyades
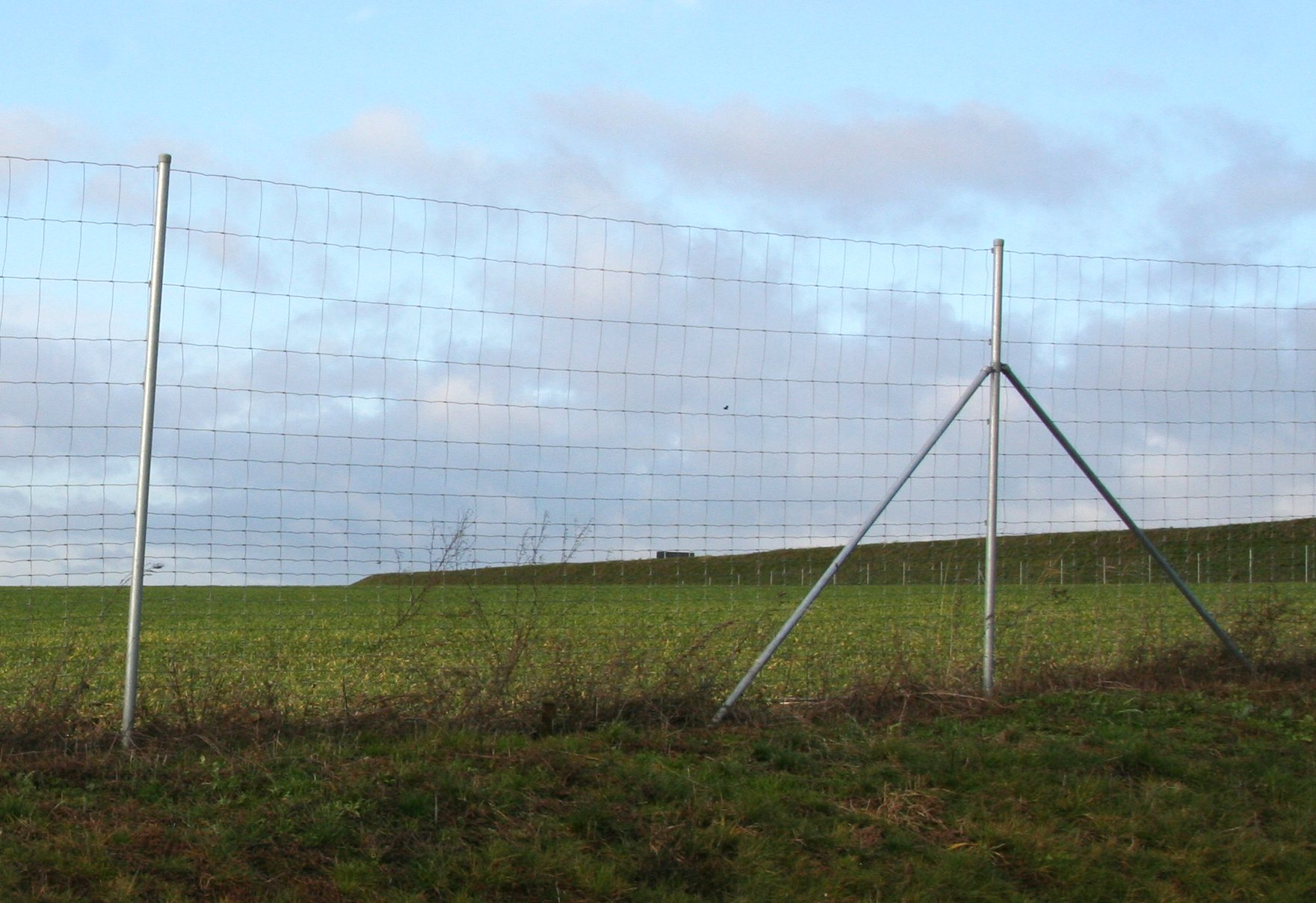
Tanca contra els animals a la autopista A72
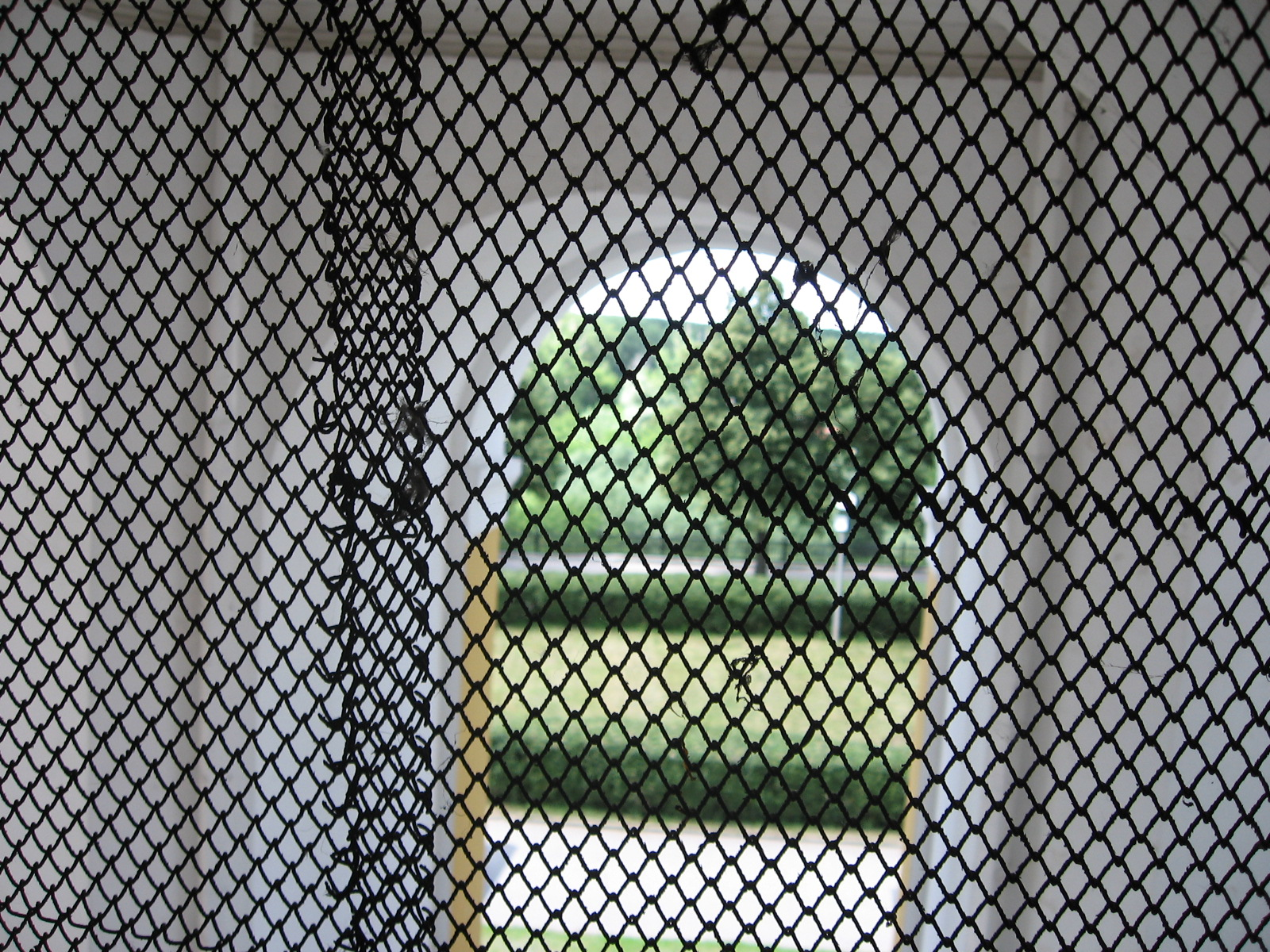
Tanca de tela metàl·lica a Ryazan
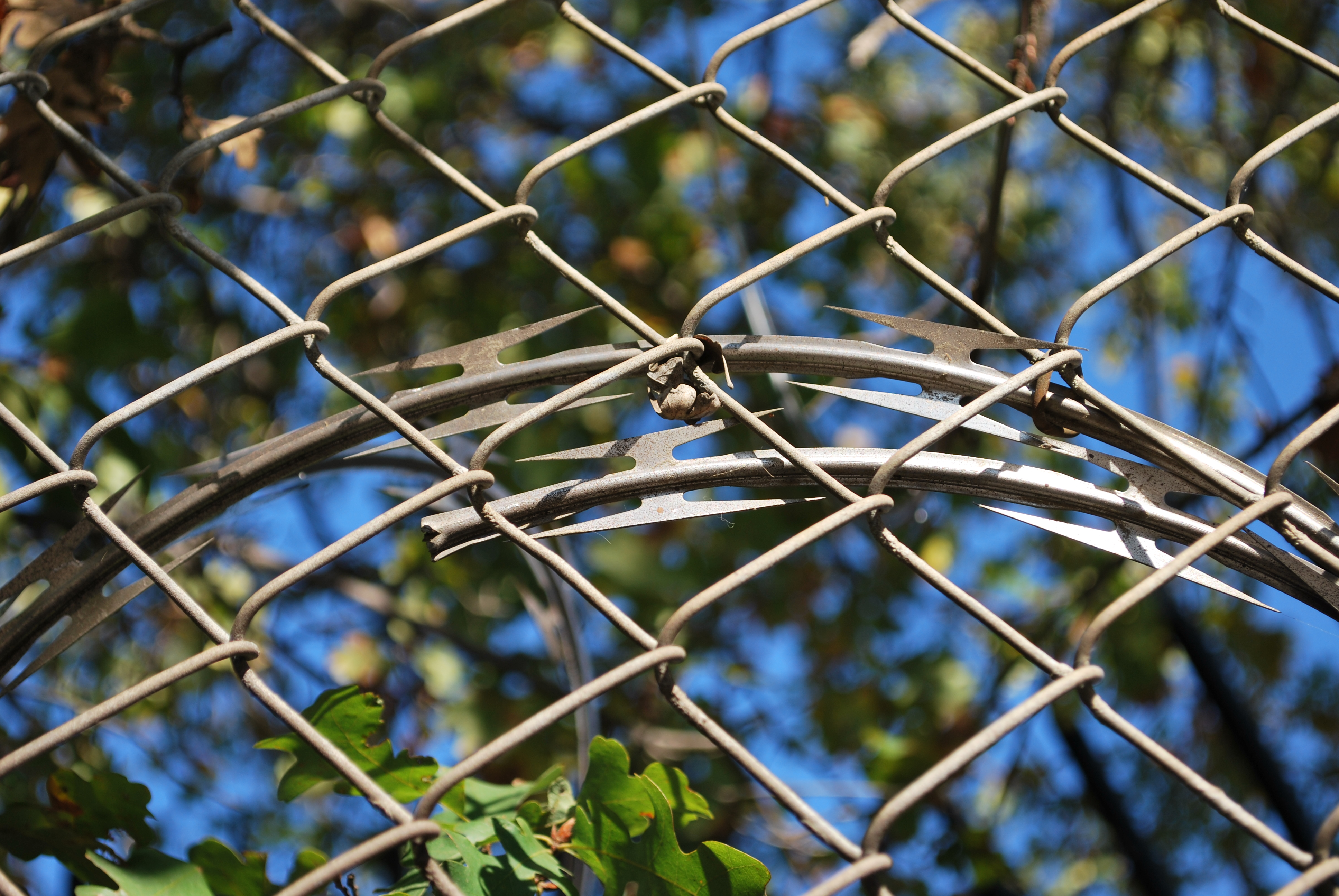
Tanca de "tela metàl·lica"